# Список округов штата Нью-Йорк

Карта округов штата Нью-Йорк.

Список округов штата Нью-Йорк — свод наиболее общих сведений об административном делении штата Нью-Йорк в США. На начало 2011 года территория штата разделена на 62 округа (англ. County). Код Федерального стандарта обработки информации (англ. Federal  Information Processing Standard, FIPS) состоит из двузначного кода штата Нью-Йорк (36) и трёхзначного кода округа.
Пять округов штата одновременно являются боро города Нью-Йорк и не имеют собственного окружного правительства, за исключением нескольких представителей боро. Город Нью-Йорк официально является окружным центром каждого из пяти округов: округ Нью-Йорк (Манхэттен), округ Кингс (Бруклин), округ Бронкс (Бронкс), округ Ричмонд (Статен-Айленд) и округ Куинс (Куинс).

## Список округов
| Округ (рус.) | Код FIPS | Окружной центр                       | Основан | Источник образования                                                     | Происхождение названия | Население, чел. (2000) | Население, чел. (2009) | Площадь  | Карта                              |
| Олбани       | 001      | Олбани                               | 1683    | один из 12 первоначальных округов, сформированных в Нью-Йоркской колонии | назван в честь Якова II (1633–1701), который являлся герцогом Йоркским (английский титул) и герцогом Олбани (шотландский титул) перед тем, как стать королём Англии, Ирландии и Шотландии | 294571                 | 298 284                | 1380 км² | Округ Олбани на карте штата.       |
| Аллегейни    | 003      | Белмонт                              | 1806    | округ Дженеси                                                            | назван в честь одноимённой реки Аллегейни | 49927                  | 49 157                 | 2678 км² | Округ Аллегейни на карте штата.    |
| Бронкс       | 005      | Нью-Йорк (совмещён с Бронксом)       | 1914    | округ Нью-Йорк                                                           | назван в честь Йонаса Бронка (1600-1643), выходца из Швеции, голландского капитана, владевшего в начале 1640-х землёй на территории нынешнего Бронкса                                     | 1332652                | 1 397 287              | 149 км²  | Округ Бронкс на карте штата.       |
| Брум         | 007      | Бингемтон                            | 1806    | округ Тайога                                                             | назван в честь Джона Брума (1738–1810), четвёртого лейтенант-губернатора штата Нью-Йорк                                                                                                   | 200536                 | 194 630                | 1852 км² | Округ Брум на карте штата.         |
| Каттарогус   | 009      | Литл-Валли                           | 1808    | округ Дженеси                                                            | назван в честь слова языка сенека, означающее «плохо-пахнущие берега», применительно к запаху газа, просачивающегося из местных каменистых образований                                    | 83955                  | 79 689                 | 3393 км² | Округ Каттарогус на карте штата.   |
| Кайюга       | 011      | Оберн                                | 1799    | округ Онондага                                                           | назван в честь индейского племени Кайюга | 81961                  | 79 526                 | 1797 км² | Округ Кайюга на карте штата.       |
| Шатокуа      | 013      | Мейвилл                              | 1808    | округ Дженеси                                                            | назван в честь слова языка Сенека, означающее "где были выловлены рыбы" | 139747                 | 133 503                | 2751 км² | Округ Шатокуа на карте штата.      |
| Шеманг       | 015      | Элмайра                              | 1836    | округ Тайога                                                             | назван в честь слова индейского племени ленапе, означающее "большой рог", что также являлось названием местной индейской деревни                                                          | 91072                  | 88 331                 | 1064 км² | Округ Шеманг на карте штата.       |
| Шенанго      | 017      | Норуич                               | 1798    | округа Тайога и Херкимер                                                 | назван в честь слова индейского племени онондага, означающее "большой бычий чертополох"                                                                                                   | 51398                  | 50 620                 | 2328 км² | Округ Шенанго на карте штата.      |
| Клинтон      | 019      | Платтсбург                           | 1788    | округ Вашингтон                                                          | назван в честь Джорджа Клинтона (1739–1812), четвёртого вице-президента США и первого и третьего губернатора штата Нью-Йорк                                                               | 79894                  | 81 618                 | 2896 км² | Округ Клинтон на карте штата.      |
| Колумбия     | 021      | Хадсон                               | 1786    | округ Олбани                                                             | назван в честь Христофора Колумба (1451–1506), испанского мореплавателя | 63094                  | 61 618                 | 1678 км² | Округ Колумбия на карте штата.     |
| Кортленд     | 023      | Кортленд                             | 1808    | округ Онондага                                                           | назван в честь Пьера ван Кортленда (1721–1814), первого лейтенант-губернатора штата Нью-Йорк                                                                                              | 48599                  | 47 996                 | 1300 км² | Округ Кортленд на карте штата.     |
| Делавэр      | 025      | Делхай                               | 1797    | округа Отсего и Алстер                                                   | назван в честь Томаса Веста (1577–1618), третьего Барона Де ла Варра, губернатора колонии Виргиния (1610–1618)                                                                            | 48057                  | 45 514                 | 3802 км² | Округ Делавэр на карте штата.      |
| Датчесс      | 027      | Покипси                              | 1683    | один из 12 первоначальных округов, сформированных в Нью-Йоркской колонии | назван в честь Анны Хайд (1637–1671), герцогини (англ. duchess) Йоркской и жены английского короля Якова II                                                                               | 280153                 | 293 562                | 2137 км² | Округ Датчесс на карте штата.      |
| Эри          | 029      | Буффало                              | 1821    | округ Ниагара                                                            | назван в честь индейского племени Эри | 950265                 | 909 247                | 2704 км² | Округ Эри на карте штата.          |
| Эссекс       | 031      | Элизабеттаун                         | 1799    | округ Клинтон                                                            | назван в честь графства Эссекс в Англии | 38849                  | 37 686                 | 4962 км² | Округ Эссекс на карте штата.       |
| Франклин     | 033      | Малон                                | 1808    | округ Клинтон                                                            | назван в честь Бенджамина Франклина (1706–1790), раннего американского учёного, журналиста, издателя, дипломата и политического деятеля                                                   | 51134                  | 50 274                 | 4395 км² | Округ Франклин на карте штата.     |
| Фултон       | 035      | Джонстаун                            | 1838    | округ Монтгомери                                                         | назван в честь Роберта Фултона (1765–1815), создателя первого парохода | 55077                  | 55 053                 | 1380 км² | Округ Фултон на карте штата.       |
| Дженеси      | 037      | Батейвия                             | 1802    | округ Онтэрио                                                            | назван в честь слова языка Сенека, означающее "хорошая долина" | 60370                  | 57 868                 | 1282 км² | Округ Дженеси на карте штата.      |
| Грин         | 039      | Катскилл                             | 1800    | округа Олбани и Алстер                                                   | назван в честь Натаниэля Грина (1742–1786), американского генерала времён войны за независимость США                                                                                      | 48185                  | 48 947                 | 1704 км² | Округ Грин на карте штата.         |
| Хамильтон    | 041      | Лейк-Плезант                         | 1816    | округ Монтгомери                                                         | назван в честь Александра Гамильтона (1755–1804), раннего американского государственного деятеля и политического идеолога Партии федералистов и первого министра финансов США             | 5377                   | 4923                   | 4683 км² | Округ Хамильтон на карте штата.    |
| Херкимер     | 043      | Херкимер                             | 1791    | округ Монтгомери                                                         | назван в честь Николаса Херкимера (1728–1777), американского генерала времён войны за независимость США                                                                                   | 64437                  | 62 236                 | 3776 км² | Округ Херкимер на карте штата.     |
| Джефферсон   | 045      | Уотертаун                            | 1805    | округ Онейда                                                             | назван в честь Томаса Джефферсона (1743–1826), видного деятеля Войны за независимость США, автора Декларации независимости и третьего президента США                                      | 111738                 | 118 719                | 3294 км² | Округ Джефферсон на карте штата.   |
| Кингс        | 047      | Нью-Йорк (совмещён с Бруклином)      | 1683    | один из 12 первоначальных округов, сформированных в Нью-Йоркской колонии | назван в честь короля Англии Карла II (1630–1685) | 2465531                | 2 567 098              | 251 км²  | Округ Кингс на карте штата.        |
| Льюис        | 049      | Лаувилл                              | 1805    | округ Онейда                                                             | Назван в честь Моргана Льюиса (1754–1844), четвёртого губернатора штата Нью-Йорк | 26944                  | 26 157                 | 3341 км² | Округ Льюис на карте штата.        |
| Ливингстон   | 051      | Дженисио                             | 1821    | округа Дженеси и Онтэрио                                                 | Роберт Ливингстон (1746–1813), американский государственный деятель раннего периода, делегат Нью-Йорка на Континентальном конгрессе                                                       | 64330                  | 62 871                 | 1658 км² | Округ Ливингстон на карте штата.   |
| Мадисон      | 053      | Уэмпсвилл                            | 1806    | округ Шенанго                                                            | Джеймс Мэдисон (1751–1836), раннеамериканский государственный деятель, основной автор Конституции США, четвёртый президент Соединённых Штатов                                             | 69441                  | 69 954                 | 1715 км² | Округ Мадисон на карте штата.      |
| Монро        | 055      | Рочестер                             | 1821    | округа Дженеси и Онтэрио                                                 | Назван в честь Джеймса Монро (1758–1831), американского государственного деятеля и президента Соединённых Штатов                                                                          | 735343                 | 733 703                | 1707 км² | Округ Монро на карте штата.        |
| Монтгомери   | 057      | Фонда                                | 1772    | округ Олбани                                                             | назван в честь генерала Войны за независимость США Ричарда Монтгомери (1738–1775) | 49708                  | 48 616                 | 1062 км² | Округ Монтгомери на карте штата.   |
| Нассо        | 059      | Минеола                              | 1899    | округ Куинс                                                              | Назван именем Вильгельма Оранского-Нассау (1650–1702), ставшего королём Англии Вильгельмом III                                                                                            | 1334546                | 1 357 429              | 743 км²  | Округ Нассо на карте штата.        |
| Нью-Йорк     | 061      | Нью-Йорк (совмещён с Манхэттеном)    | 1683    | один из 12 первоначальных округов, сформированных в Нью-Йоркской колонии | Назван именем короля Якова II (1633–1701), носившего титул Герцог Йоркский и Олбани до восхождения на английский престол                                                                  | 1537395                | 1 629 054              | 87 км²   | Округ Нью-Йорк на карте штата.     |
| Ниагара      | 063      | Локпорт                              | 1808    | округ Дженеси                                                            | Назван в честь ирокезского слова, возможно, означающего «перешеек» между двумя водоемами, «гром вод» или «разделенная пополам долина»                                                     | 219844                 | 214 557                | 1355 км² | Округ Ниагара на карте штата.      |
| Онейда       | 065      | Ютика                                | 1798    | округ Херкимер                                                           | назван в честь индейского племени Онейда | 235461                 | 231 044                | 3142 км² | Округ Онейда на карте штата.       |
| Онондага     | 067      | Сиракьюс                             | 1792    | округ Херкимер                                                           | назван в честь индейского племени Онондага | 458336                 | 454 753                | 2088 км² | Округ Онондага на карте штата.     |
| Онтэрио      | 069      | Канандейгуа                          | 1789    | округ Монтгомери                                                         | Расположено рядом с озером Онтарио, название которого на ирокезских языках означает «красивое озеро».                                                                                     | 100224                 | 105 650                | 1715 км² | Округ Онтэрио на карте штата.      |
| Ориндж       | 071      | Гошен                                | 1683    | один из 12 первоначальных округов, сформированных в Нью-Йоркской колонии | Назван в честь Вильгельма Оранского-Нассау (1650–1702), ставшего королём Англии Вильгельмом III                                                                                           | 341371                 | 383 532                | 2173 км² | Округ Ориндж на карте штата.       |
| Орлеанс      | 073      | Албион                               | 1824    | округ Дженеси                                                            | Назван в честь Орлеанского дома | 44173                  | 42 051                 | 1013 км² | Округ Орлеанс на карте штата.      |
| Осуиго       | 075      | Осуиго                               | 1816    | округа Онейда и Онондага                                                 | Назван в честь реки Осуиго, название которой на ирокезских языках означает «излияние» и относится к устью реки.                                                                           | 122379                 | 121 377                | 2468 км² | Округ Осуиго на карте штата.       |
| Отсего       | 077      | Куперстаун                           | 1791    | округ Монтгомери                                                         | Индейское слово, означающее "скалистое место" | 61672                  | 61 602                 | 2598 км² | Округ Отсего на карте штата.       |
| Патнам       | 079      | Кармел                               | 1812    | округ Датчесс                                                            | Назван в честь Израэля Патнэма (1718–1790), генерала Войны за независимость | 95745                  | 99 265                 | 637 км²  | Округ Патнам на карте штата.       |
| Куинс        | 081      | Нью-Йорк (совмещён с Куинсом)        | 1683    | один из 12 первоначальных округов, сформированных в Нью-Йоркской колонии | Назван в честь Екатерины Брагансской (1638–1705), королевы Англии и жены короля Карла II.                                                                                                 | 2229379                | 2 306 712              | 462 км²  | Округ Куинс на карте штата.        |
| Ренсселер    | 083      | Трой                                 | 1791    | округ Олбани                                                             | Назван в честь Киллиена ван Ренсселера (до 1596 – после 1643), бывшего землевладельца колонии Новый Амстердам.                                                                            | 152540                 | 155 541                | 1722 км² | Округ Ренсселер на карте штата.    |
| Ричмонд      | 085      | Нью-Йорк (совмещён со Статен-Айленд) | 1683    | один из 12 первоначальных округов, сформированных в Нью-Йоркской колонии | Назван в честь Чарльза Леннокса, 1-го герцога Ричмонда (1672–1723), незаконнорожденного сына короля Карла II.                                                                             | 443729                 | 491 730                | 265 км²  | Округ Ричмонд на карте штата.      |
| Рокленд      | 087      | Нью-Сити                             | 1798    | округ Ориндж                                                             | Написание ранними поселенцами термина "Скалистая земля" (англ. rocky land). | 286761                 | 300 173                | 515 км²  | Округ Рокленд на карте штата.      |
| Сент-Лоуренс | 089      | Кантон                               | 1802    | округа Клинтон, Херкимер и Монтгомери                                    | Назван в честь реки Сент-Лоренс, являющейся северной границей округа и штата Нью-Йорк. | 111919                 | 109 715                | 7306 км² | Округ Сент-Лоуренс на карте штата. |
| Саратога     | 091      | Болстон-Спа                          | 1791    | округ Олбани                                                             | Искаженное индейское слово, означающее «холм у реки». | 200635                 | 220 069                | 2186 км² | Округ Саратога на карте штата.     |
| Скенектади   | 093      | Скенектади                           | 1809    | округ Олбани                                                             | Мохокское слово, означающее «по ту сторону сосновых земель». | 146551                 | 152 169                | 544 км²  | Округ Скенектади на карте штата.   |
| Скохари      | 095      | Скохари                              | 1795    | округа Олбани и Отсего                                                   | Мохокское слово, означающее «плавающие бревна». | 31582                  | 31 529                 | 1621 км² | Округ Скохари на карте штата.      |
| Скайлер      | 097      | Уоткинс-Глен                         | 1854    | округа Шеманг, Стьюбен и Томпкинс                                        | Назван в честь Филипа Скайлера (1733–1804), американского генерала, участника войны за независимость и сенатора от штата Нью-Йорк                                                         | 19222                  | 18 720                 | 886 км²  | Округ Скайлер на карте штата.      |
| Сенека       | 099      | Уотерлу                              | 1804    | округ Каюга                                                              | Назван в честь индейского племени Сенека. | 33342                  | 34 049                 | 842 км²  | Округ Сенека на карте штата.       |
| Стьюбен      | 101      | Бат                                  | 1796    | округ Онтэрио                                                            | Назван в честь Фридриха Вильгельма фон Штойбена (1730–1794), прусского генерала, поддержавшего Континентальную армию во время войны за независимость.                                     | 98728                  | 96 552                 | 3636 км² | Округ Стьюбен на карте штата.      |
| Саффолк      | 103      | Риверхед                             | 1683    | один из 12 первоначальных округов, сформированных в Нью-Йоркской колонии | Графство Саффолк в Англии | 1419372                | 1 518 475              | 2362 км² | Округ Саффолк на карте штата.      |
| Салливан     | 105      | Монтиселло                           | 1809    | округ Алстер                                                             | Назван в честь Джона Салливана (1740–1795), генерала войны за независимость. | 73962                  | 75 828                 | 2582 км² | Округ Салливан на карте штата.     |
| Тайога       | 107      | Овиго                                | 1791    | округ Монтгомери                                                         | Индейского слово, означающее "на развилке", т.е. место встреч. | 51787                  | 50 064                 | 1355 км² | Округ Тайога на карте штата.       |
| Томпкинс     | 109      | Итака                                | 1817    | округа Каюга и Сенека                                                    | Назван в честь Дэниела Д. Томкинса (1774–1825), 6-го Вице-президента США. | 96502                  | 101 779                | 1233 км² | Округ Томпкинс на карте штата.     |
| Алстер       | 111      | Кингстон                             | 1683    | один из 12 первоначальных округов, сформированных в Нью-Йоркской колонии | Назван в честь ирландской провинции Ульстер, затем графства герцога Йоркского, позднее короля Англии Якова II.                                                                            | 177694                 | 181 440                | 3007 км² | Округ Алстер на карте штата.       |
| Уоррен       | 113      | Куинсбери                            | 1813    | округ Вашингтон                                                          | Назван в честь Джозефа Уоррена (1741–1775), раннего американского патриота и генерала войны за независимость.                                                                             | 63303                  | 66 021                 | 2253 км² | Округ Уоррен на карте штата.       |
| Вашингтон    | 115      | Форт-Эдуард                          | 1772    | округ Олбани                                                             | Изначально назывался округом Шарлотт, в 1784 переименован в честь Джорджа Вашингтона (1732–1799), генерала войны за независимость и 1-го президента США.                                  | 61042                  | 62 753                 | 2191 км² | Округ Вашингтон на карте штата.    |
| Уэйн         | 117      | Лайонс                               | 1823    | округа Онтэрио и Сенека                                                  | Назван в честь Энтони Уэйна (1745–1796), генерала войны за независимость. | 93766                  | 91 291                 | 1564 км² | Округ Уэйн на карте штата.         |
| Уэстчестер   | 119      | Уайт-Плейнс                          | 1683    | один из 12 первоначальных округов, сформированных в Нью-Йоркской колонии | Назван в честь города Честер в Англии | 923459                 | 955 962                | 1295 км² | Округ Уэстчестер на карте штата.   |
| Вайоминг     | 121      | Уорсо                                | 1841    | округ Дженеси                                                            | Модификация слова из языка ленапе, означающая «широкая низина». | 43424                  | 41 398                 | 1544 км² | Округ Вайоминг на карте штата.     |
| Йейтс        | 123      | Пенн-Ян                              | 1823    | округа Онтэрио и Стьюбен                                                 | Назван в честь Джозефа Йейтса (1768–1837), восьмого губернатора штата Нью-Йорк | 24621                  | 24 482                 | 974 км²  | Округ Йейтс на карте штата.        |